# Wulihestadion
Het Wulihestadion (Chinees: 五里河体育场; traditioneel Chinees: 五里河體育場; pinyin:Wǔlǐhé Tǐyùchǎng) was een multifunctioneel stadion in Shenyang, een stad in het noorden van China. In het stadion was plaats voor 65.000 toeschouwers. Het is gebouwd in 1989. In 2007 werd het afgebroken. In Shenyang werd een nieuw stadion gebouwd, het Shenyang Olympisch Stadion. 
Het stadion werd vooral gebruikt voor voetbalwedstrijden, de voetbalclub Guangzhou R&F maakte gebruik van dit stadion. Ook het Chineese voetbalelftal maakte gebruik van dit stadion voor hun Kwalificatiewedstrijden voor het Wereldkampioenschap voetbal 2002.